# Mary Hastings Bradley
Pour les articles homonymes, voir Bradley.
Mary Hastings Bradley (19 avril 1882- 25 octobre 1976) est écrivaine, journaliste et autrice américaine de roman policier.

## Biographie
Mary Bradley naît le 19 avril 1882 à Chicago. Elle n’a que 15 ans quand elle amorce sa carrière littéraire en publiant une première nouvelle dans un journal. Pendant ses études, elle continue de faire paraître d’autres courts récits ou des feuilletons dans des magazines, notamment le Good Housekeeping, le Cosmopolitan et le Harper's Magazine. Elle obtient en 1905 un diplôme du Smith College, une université américaine réservée aux femmes.
Sans cesser l’écriture de nouvelles, elle entreprend à Oxford des recherches pour un premier roman, The Favor of Kings, qui sera publié en 1912. Elle rencontre alors Herbert Bradley, un avocat passionné par les voyages exotiques, chasseur, explorateur. Ils se marient en 1910. Ils ont une fille, l’écrivaine de science-fiction Alice Bradley Sheldon, mieux connue sous son pseudonyme de James Tiptree, Jr.

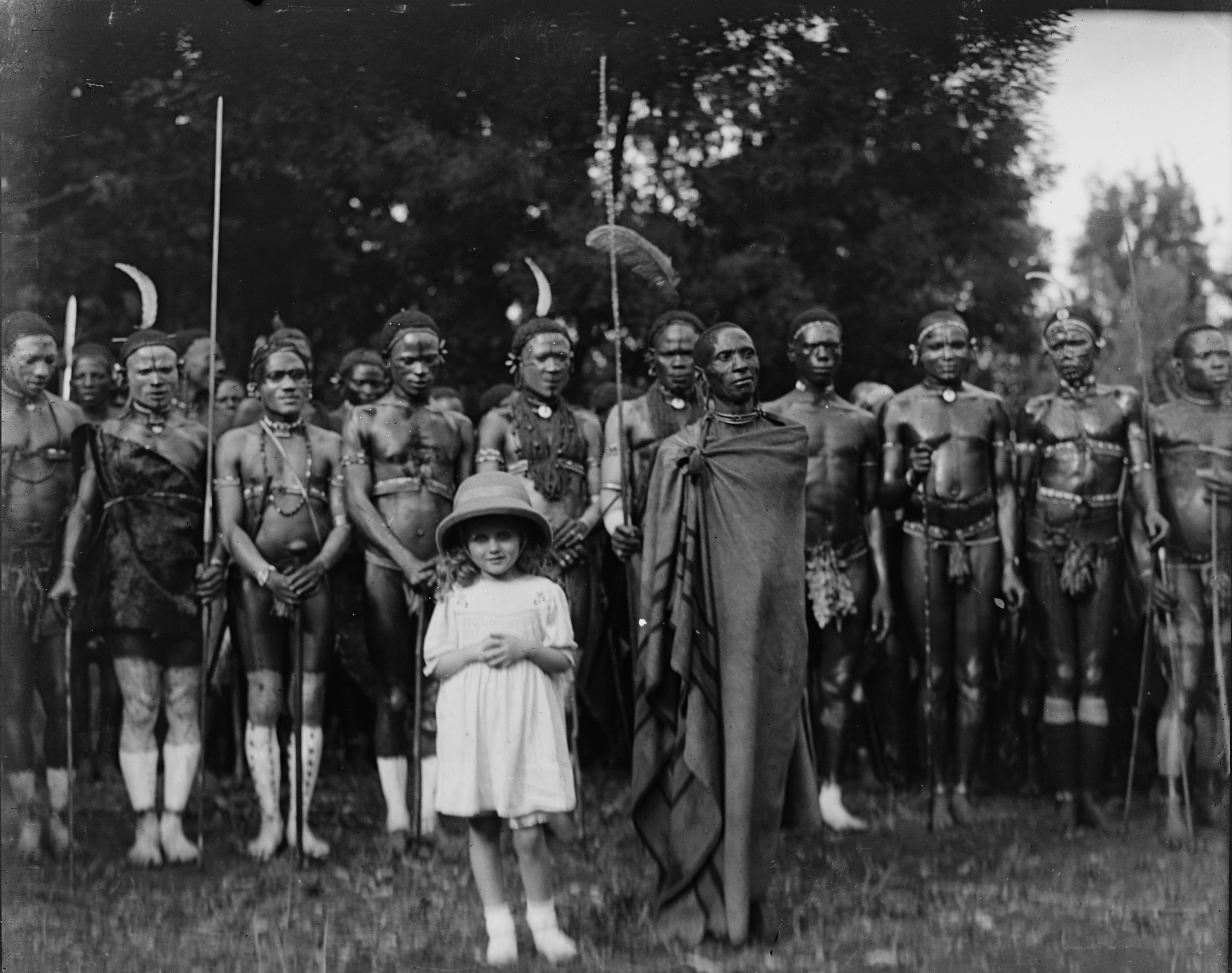
Alice Sheldon avec les Kikuyus, une tribu native d'Afrique - 1921

Peu après, les époux partent pour l’Égypte où la condition des femmes inspire à Mary Hastings Bradley deux de ses romans, The Palace of Darkened Windows (1914) et The Fortieth Door (1920), qui seront ultérieurement adaptés au cinéma.
Les Bradley se rendent également à Sumatra, en Indochine et surtout, en 1921 et 1922 avec leur fille Alice Bradley Sheldon, au Congo belge avec une équipe de l’American Museum of Natural History à la recherche de spécimens de gorilles. L’écrivaine tirera de cette aventure de nombreux récits situés dans la forêt tropicale africaine : On the Gorilla Trail (1922), Caravans and Cannibals (1926) et Alice in Jungleland (1927) dont sa propre fille est le personnage principal et acquiert même une renommée en tant qu'artiste en illustrant les livres pour enfants de sa mère,.
Dans les années 1930, elle se lance dans le roman policier, mais au début de la Deuxième Guerre mondiale, elle réduit le rythme de publication de ses fictions et devient correspondante pour le magazine Collier's Weekly en Afrique du Nord, puis en Italie et en France où elle s’intéresse au sort des femmes en temps de guerre. À la fin de la guerre, elle se rend en Allemagne et recueille de précieux témoignages de survivants des camps d'extermination nazis. Mary Hastings Bradley participe à des clubs féminins à Chicago et c'est l'une des rares femmes présidente de la Society of Midland Authors.
Après des romans se déroulant en Afrique (The Hunters, 1943) et en Allemagne (Incident in Berlin, 1944), elle revient au roman policier dans les années 1950.
Mary Hastings Bradley meurt à Chicago le 25 octobre 1976 et est enterrée au cimetière de Graceland.

## Œuvre

### Romans

#### Romans policiers
- Murder in the Room 700 (1931)
- The Road of Desperation (1932)
- Unconfessed (1934)
- A Hanging Matter (1937)
- Murder in the Family (1951)
- Nice People Murder (1952)
- Nice People Poison (1952) Publié en français sous le titre Une vieille toquée, Paris, Librairie des Champs-Élysées, Le Masque no 754, 1962

#### Autres romans non-policiers
- The Favor of Kings (1912)
- The Palace of Darkened Windows (1914)
- The Spendid Chance (1915)
- The Wine of Astonishment (1919)
- The Fortieth Door (1920)
- The Innocent Adventuress (1921)
- On the Gorilla Trail (1922)[7]
- Caravans and Cannibals (1926)
- Alice in Jungleland (1927)
- Alice in Elephantlland (1929)
- Trailing the Tiger (1929)
- Pattern of Three (1937)
- The Hunters (1943)
- Incident in Berlin (1944)
- Understudy (1946)
- Seventy-Five Years of Best Girls (1948)

#### Roman signé Reba Lee
- I Passed for White (1955)

### Nouvelles

#### Recueil de nouvelles
- The Five-Minute Girl, and Other Stories (1936)
- Stories of Old Chicago (1933) (contient The Duel, The Fort, Metropolis, Debt of Honor)

#### Nouvelles isolées
- When a Man Loves (1911)
- The Story of Two Wives (1912)
- Elaine and the King’s Kiss (1912)
- The Jilt (1913)
- The Best Man and the Bride (1913)
- Behind the Frontiers (1915)
- But Which ? (1916)
- The Fairest Sex (1919)
- His Neighbor’s Wife (1920)
- Children of the Street (1921)
- Among Gorillas (1926)
- The Ghost Girl (1928)
- Not to Every Man (1928)
- The Custom of His Country (1928)
- With Clean Hands (1928)
- Lions ! (1929)
- Drums in the Dark (1929)
- The Poachers (1929)
- Love Magic (1930)
- The Murder in the Room 700 (1930)
- The Ivory Hunters (1930)
- The Five-Minute Girl (1931)
- Dilemma (1931)
- If We Only Knew (1931)
- Was He Yellow? (1931)
- The Fifty-Fifty Wife (1932)
- Fortune Hunter (1932)
- The Eleventh-Hour Bridegroom (1932)
- Ghost Guaranteed (1932)
- June Wedding (1932)
- Stop! Look! Listen! (1933)
- Half a Loaf (1933)
- Lady of the Evening (1933)
- Emergency Exit (1933)
- Better Than None (1933)
- Backfire (1934)
- The Bought Woman (1935)
- The Last Word (1935)
- Crossroads (1935)
- Bullets Talk (1935)
- The Wrong Room (1935)
- No Trump (1935)
- Orchids for Mrs. Olney (1935)
- The Gates of Zara (1936)
- Mr. Crosby and the Double Life (1936)
- Happy Is the Bride (1936)
- A Hanging Matter (1937)
- Behind the Scenes (1937)
- The Life of the Party (1938)
- Husbands Take Warning (1938)
- The White Mouse (1938)
- A Woman Scorned (1938)
- American Father (1938)
- O.K. Delilah (1938)
- Notorious Woman (1939)
- So This is Linda (1939)
- Open House (1940)
- Red Calico (1940)
- Studio Party (1940)
- The So-called Mrs. Sunderland (1940)
- Adrienne Makes Her Choice (1940)
- Stepmother (1941)
- The Saving Truth (1941)
- The Chest (1942)
- No Redress (1942)
- Spendthrift (1943)
- The Lieutenant Meets the WAAC (1943)
- Return Engagement—The Lieutenant and the Wac (1944)
- The Sisters (1944)
- The Accomplice (1947)
- Without Witness (1947)
- Mr. Crosby and the Fifth Freedom (1948)
- The Diamond Wrist Watch (1953)
- Restive Wife (1955)

## Adaptations cinématographiques
- 1920 : The Palace of Darkened Windows, film muet de Henry Kolker
- 1924 : The Fortieth Door (en), film muet de George B. Seitz
- 1960 : I Passed for White (en), film américain de Fred M. Wilcox, avec Sonya Wilde et James Franciscus[8]